# Erich Kähler

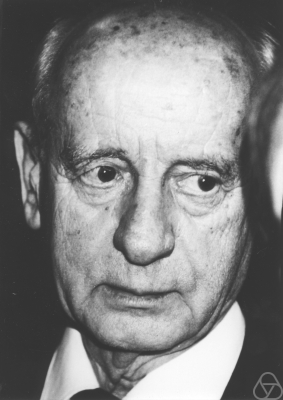
Erich Kähler, 1990

Erich Kähler (* 16. Januar 1906 in Leipzig; † 31. Mai 2000 in Wedel bei Hamburg) war ein deutscher Mathematiker und Philosoph.

## Leben
Kähler studierte von 1924 bis 1928 an der Universität Leipzig Mathematik, Astronomie und Physik und promovierte 1928 bei Leon Lichtenstein (und Otto Hölder) mit der Arbeit Über die Existenz von Gleichgewichtsfiguren rotierender Flüssigkeiten, die sich aus gewissen Lösungen des n-Körperproblems ableiten. 1930 habilitierte er sich bei Wilhelm Blaschke an der Universität Hamburg mit der Arbeit Über die Integrale algebraischer Differentialgleichungen. 1929 wurde er Assistent an der Universität Königsberg und arbeitete von 1929 bis 1935 am Mathematischen Seminar der Universität Hamburg, ab 1930 als Privatdozent, unterbrochen von einem einjährigen Studienaufenthalt als Rockefeller-Stipendiat 1931/1932 in Rom, wo er die italienischen Geometer Guido Castelnuovo, Francesco Severi, Federigo Enriques und Beniamino Segre traf sowie André Weil (der später ein Buch über Kähler-Mannigfaltigkeiten schrieb) und Tullio Levi-Civita. Von diesem Aufenthalt blieb eine Verbundenheit mit Italien erhalten, und so veröffentlichte er gelegentlich auf Italienisch. 1934 begleitete er Blaschke nach Moskau (teilweise reiste er mit Elie Cartan), wo er Pawel Sergejewitsch Alexandrow kennenlernte.
Im Jahr 1936 wurde Erich Kähler ordentlicher Professor an der Universität Königsberg als Nachfolger von Gabor Szegö, an der er seit 1935 eine Vertretungsprofessur hatte. Nach eigenen Angaben war er freiwillig ab 1937 in der Marine. Er erhielt 1938 und 1939 eine Reservistenausbildung in der Marineartillerie und wurde 1939 in die Marineartillerie eingezogen, was er den ganzen Krieg über blieb. Zunächst wurde er an der deutschen Küste und auf See eingesetzt und ab 1942 war er an der Atlantikküste als Batteriechef in der Festung St. Nazaire. Zuletzt war er Oberleutnant und er erhielt das Kriegsverdienstkreuz 1. Klasse. Nach Kriegsende kam er in französische Gefangenschaft (zwei Jahre auf der Ile de Ré und in Mulsanne). Die Zeit beschrieb er als für seine Forschung „paradiesisch“, da er als Offizier nicht zu arbeiten brauchte. Auf Fürsprache von Frédéric Joliot-Curie (dem damaligen Direktor des CNRS) durfte er Bücher erhalten und er bat Élie Cartan und S. S. Chern um aktuelle mathematische Literatur. Laut Kähler sandten ihm Élie Cartan und André Weil Mathematikbücher. Weil versuchte ihm 1947 auch vergeblich eine Universitätsstelle in Sao Paulo zu vermitteln. Seiner Frau und seinen Kindern gelang in den letzten Kriegstagen noch die Flucht aus Ostpreußen.

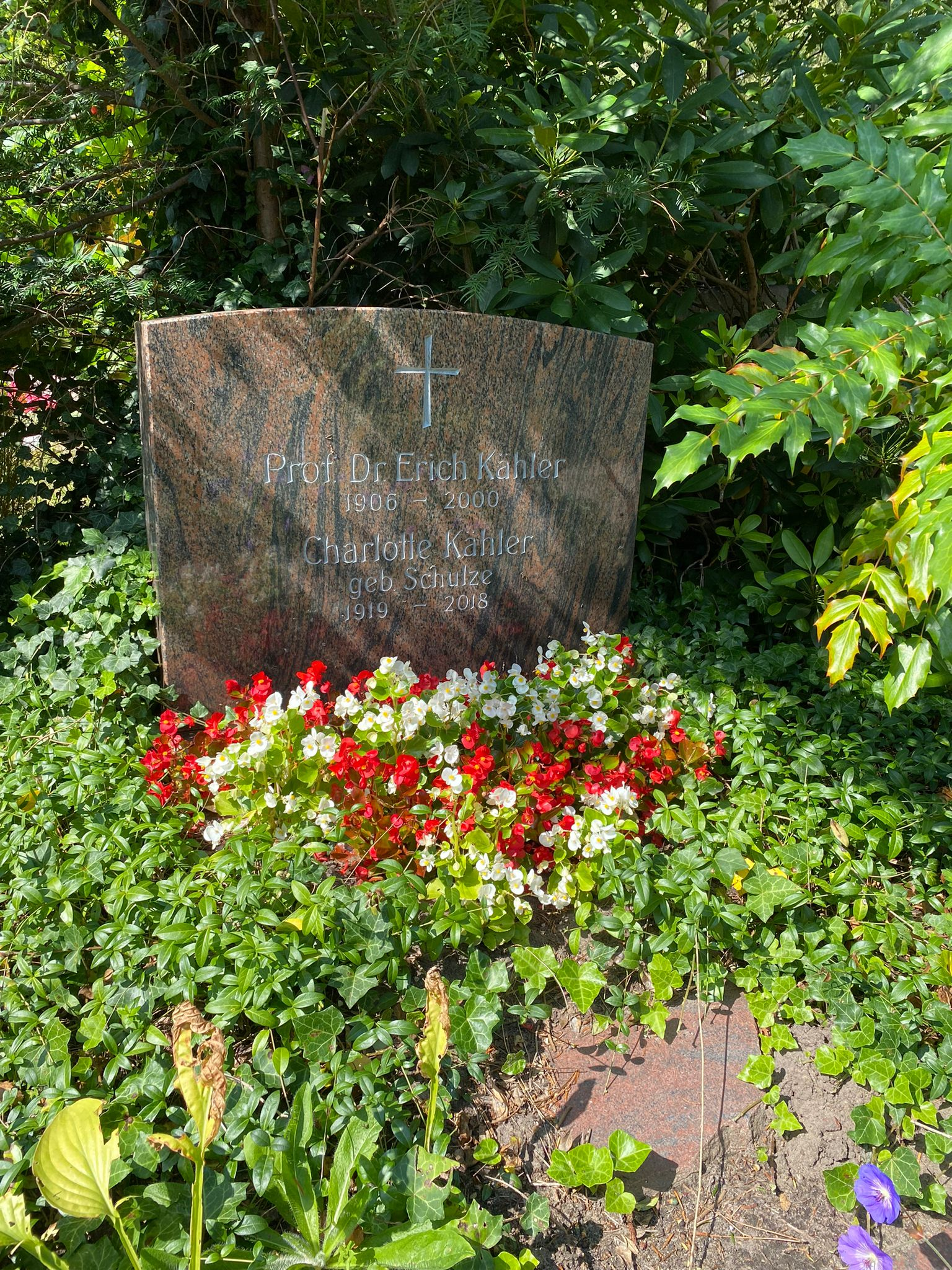
Grabstätte auf dem Friedhof Wedel

Nach einer vorübergehenden Diätendozentur an der Universität Hamburg war Kähler dann ab 1948 Professor an der Universität Leipzig (als Nachfolger von Paul Koebe), die er allerdings 1958 wegen politischer Differenzen verließ. In Leipzig gab er einen fünfsemestrigen Fortgeschrittenen-Kurs über Algebra, algebraische Geometrie, Funktionentheorie und Zahlentheorie (Inhalt seines Buches Geometria Aritmetica), teilweise mit zehn Stunden Vorlesungen pro Woche, und hatte einen Kreis ihm eng verbundener Schüler, die ihn Meister nannten und mit ihm seine teilweise noch aus Vorkriegszeiten stammenden Ideen auf diesen Gebieten ausarbeiteten. 1957 bat er um Entlassung wegen der Verurteilung des Studentenpfarrers Georg-Siegfried Schmutzler aus politischen Gründen. Von 1958 bis 1964 war er ordentlicher Professor an der TU Berlin, danach von 1964 bis zu seiner Emeritierung 1974 als Nachfolger von Emil Artin ordentlicher Professor an der Universität Hamburg. Von 1964 bis 1974 war er dort Direktor des Instituts für Reine Mathematik. Er blieb allerdings noch lange in seiner Villa in Lankwitz wohnen (und war auch noch Honorarprofessor an der TU Berlin) und siedelte erst 1974 nach Wedel bei Hamburg über. In Hamburg hielt er eine Vorlesung Mathematik I bis VIII, las aber auch über Nietzsche und hielt eine Vorlesung Über die Mathematik als Sprache und Schrift. Nach seinem Biographen Rolf Berndt fand er allerdings an der Hamburger Universität nicht die Resonanz, die er sich wünschte, teilweise bedingt dadurch, dass er in Hamburg Konkurrenz von anderen hervorragenden Mathematikern und theoretischen Physikern hatte. Auch nach seiner Emeritierung blieb er wissenschaftlich aktiv, arbeitete aber hauptsächlich über philosophische Fragen der Mathematik und Philosophie. Noch in seiner Zeit in Leipzig begann er Sanskrit, Russisch und Chinesisch zu lernen.
Am 24. Februar 1955 wurde er zum ordentlichen Mitglied der Deutschen Akademie der Wissenschaften zu Berlin (1972 in Akademie der Wissenschaften der DDR umbenannt) gewählt. Im Jahr 1957 wurde Kähler zum Mitglied der Leopoldina gewählt. Am 17. November 1966 wurde die Mitgliedschaft in der Berliner Akademie der Wissenschaften zur korrespondierenden geändert. Am 20. Mai 1969 wurde er zum auswärtigen Mitglied erklärt, nach der Wiedervereinigung 1990 zusätzlich zum ordentlichen Mitglied. Er war ab 1962 Mitglied der Accademia dei Lincei, ab 1987 des Istituto Lombardo Accademia di Scienze e Lettere und ab 1949 Mitglied der Sächsischen Akademie der Wissenschaften.
Zu seinen Doktoranden gehörten Rolf Berndt und Armin Uhlmann.
1938 heiratete er die Ärztin Luise Günther († 1970), mit der er zwei Söhne und eine Tochter hatte. 1972 heiratete er die Pharmazeutin Charlotte Kähler geb. Schulze (1919–2018). Sein Sohn Helmuth wurde Astrophysiker in Hamburg.
Erich Kähler ruht auf dem Friedhof in Wedel.

## Werk
Nach Arbeiten zum Drei- bzw. n-Körperproblem während seiner Promotion befasste sich Kähler mit Funktionentheorie. Während seines Studienaufenthalts in Rom 1931/1932 kam er zu den bedeutenden Vertretern der Algebraischen Geometrie der „italienischen Schule“, Castelnuovo, Enriques und Severi.
In dieser Zeit entstand die richtungsweisende Idee, die Geometrie stärker an algebraische Strukturen zu binden und sie zu einer arithmetischen Geometrie zu verfeinern. Kähler verband dabei die Methoden der italienischen Schule der algebraischen Geometrie mit differentialgeometrischen Methoden, die er bei Blaschke gelernt hatte. Bedeutend ist die kählersche Methode, gewisse komplexe riemannsche Räume durch eine geschlossene Differentialform zu kennzeichnen. Komplexe Mannigfaltigkeiten, deren Metrik eine geschlossene Differentialform {\displaystyle \omega =\sum g_{ij}\,\mathrm {d} z^{i}\mathrm {d} z^{j}} bildet, das heißt für die {\displaystyle \,\mathrm {d} \omega =0} gilt, werden heute Kählermannigfaltigkeiten genannt. Er führte die Kählermetrik und Kählermannigfaltigkeiten 1932 ein. Kähler-Mannigfaltigkeiten spielen eine fundamentale Rolle in der für realistische Anwendungen notwendigen Kompaktifizierung der Extra-Dimensionen in der Stringtheorie.
Das Verständnis und die Rezeption der Arbeiten von Kähler, der starke philosophische Neigungen hatte, wurden dadurch erschwert, dass er sich teilweise einer eigenen Terminologie bediente. In seiner großen Abhandlung Geometria aritmetica versucht er Zahlentheorie und Geometrie zusammenzubringen, indem er Varietäten über lokalen Ringen und nicht nur über Körpern betrachtete. Er war damit ein Vorläufer der Theorie der Schemata von Alexander Grothendieck, der um etwa die gleiche Zeit Ende der 1950er Jahre auf der Basis der Schemata-Theorie sein Programm einer Neubegründung der algebraischen Geometrie startete. Kähler verstand die Geometria aritmetica als Beginn eines Programms, das er aber mit dem Erscheinen der Arbeiten von Grothendieck nicht weiter verfolgte. 1963 gab er noch einen allgemeinverständlichen Überblick über seine Theorie. Verschiedene in der Geometria aritmetica enthaltene Ideen sind später in der Arithmetischen Geometrie wieder aufgegriffen worden.
Kähler befasste sich auch mit mathematischer Physik, zum Beispiel mit den Maxwell-Gleichungen und der Dirac-Gleichung im Differentialformenkalkül. Er entwickelte den Differentialformenkalkül von Élie Cartan weiter (Cartan-Kähler-Theorie, Kähler-Differentialformen) und wandte ihn in der Theorie der Systeme von Differentialgleichungen an. Weitere einflussreiche Arbeiten von Kähler betrafen die Theorie der komplexen Funktionen in zwei Variablen.
Kähler war überzeugt, dass die Zahlentheorie eine größere Rolle in der Physik spielen sollte. Er verfolgte dabei unkonventionelle Ideen. Zum Beispiel wollte er die Lorentzgruppe in der speziellen Relativitätstheorie durch eine sogenannte neue Poincaré-Gruppe ersetzen (sie ist nach Hermann Nicolai mit der de Sitter-Gruppe identisch). Er betrachtete diskrete Untergruppen dieser Gruppe und zugehörige automorphe Formen, womit er Beziehungen zur Zahlentheorie knüpfte. Diese Ideen waren auch Teil seines Versuchs in späteren Jahren, eine umfassende Philosophie auf algebraischer Grundlage zu entwickeln – er sah die Sprache der Mathematik als Grundlage zur Lösung und Behandlung unterschiedlichster Probleme in der Philosophie, aber auch in anderen Wissenschafts- und Lebensbereichen, wobei er sich wie teilweise in seinen mathematischen Arbeiten einer ihm eigenen Terminologie bediente. In den 1970er Jahren hielt er Vorlesungen über Philosophie in Hamburg. Viele seiner philosophischen Arbeiten (wie seine Monadologie 1975, 1977) blieben unveröffentlicht.

## Schriften
- Rolf Berndt, Oswald Riemenschneider (Herausgeber) Mathematische Werke/Mathematical Works. de Gruyter, Berlin 2003, ISBN 3-11-017118-X
- Einführung in die Theorie der Systeme von Differentialgleichungen, Hamburger Mathematische Einzelschrift, Teubner 1934
- Geometria aritmetica, Annali di Matematica, Serie IV, Band 45, 1958, S. 1–399
- Über die Beziehungen der Mathematik zu Astronomie und Physik, Jahresbericht DMV, Band 51, 1941, S. 52–63 (überarbeitete Fassung im Gauß-Gedenkband, Herausgeber Reichardt, Leipzig 1957)
- Wesen und Erscheinung als mathematische Prinzipien der Philosophie, Nova Acta Leopoldina, Neue Folge, Band 30, Nr. 173, 1965, S. 9–21
- Raum-Zeit-Individuum, in Heinrich Begehr Mathematik aus Berlin, Berlin 1997, S. 41–105
- Also sprach Ariadne, Istituto Lombardo, Rend.Sc., A 126, 1992, S. 105–154
- Nietzsches Philosophie als höchstes Stadium des deutschen Idealismus, Spectrum, Band 22, 1991, S. 44–46